# Nicolas Schmit
Nicolas Schmit (10 de desembre de 1953-Differdange, Luxemburg) és un polític i economista luxemburguès, membre del Partit Socialista Obrer Luxemburguès (PSOL) i del Partit dels Socialistes Europeus (PSE).
Entre el desembre del 2013 fins al desembre del 2018, va ser Ministre de Treball, Ocupació i Solidaritat al govern dirigit per Xavier Bettel. L'1 de desembre de 2019, va ser nomenat comissari europeu d'ocupació i drets socials a la Comissió dirigida per Ursula von der Leyen.